# NeoMote
NeoMote は米国Crossbow Technologyと住友精密工業が提携して開発したセンサネットワーク（WSN）の無線端末で、産業用として設計されたとしている。使用目的は省エネ監視、予知保全、恒温倉庫、データセンタが多いとされる。

## 設計
MICAzをベースにAtMega128LとCC2420の組み合わせで機種展開されているが、実使用例が多いため安定した動作を行うという。高周波アンプなしのバージョンは米Crossbow製MICAzとほぼ互換である。

## 端末の種類
電力・電流センサ、温度センサ、湿度センサ、照度センサ、温度プローブ（測温抵抗体）用端末、一般外部センサ（4～20mA）用の入力端末、パルス入力端末などがある。有線RS485やModbusをそのまま無線化する端末がある。

## 用途
- 省エネルギー監視に70000台以上出荷したとされる。
- 上記以外では工場の予知保全、食品・薬品保存の監視に使用されている。

## センサ基板
Crossbowの研究用センサ基板を使用するには変換コネクタ等が必要。アプリドライバは公開されているMICAzのものがそのまま使用できる。

## ネットワーク
クロスボー Xmeshやオープンソースのen:TinyOSでマルチホップ・アドホックネットワークを構築する。無線チップであるCC2420のIEEE 802.15.4 MAC層が利用され、上位層にセンサネットワークに必要な機能を組み込むことで、上記以外にもZigBeeや類似のメッシュネットワークを形成させることが大学の研究で実証されている。

## ソフトウェア
TinyOS, Xmesh, SOS, LiteOS, Mantis, Contiki　がサポート。また、省電力機能はソフトウェアによりサポートされる。

## ハードウェア
樹脂筐体とアンテナが一体化しており、センサインターフェースと電池ケースを含む外皮筐体に内蔵して使用される。